# ムボム州
ムボム州（フランス語: Mbomou、サンゴ語: Mbömü）は、中央アフリカ共和国の州。国土の南部に位置し、南をコンゴ民主共和国と接する。州都はバンガスー。面積61,150km²、人口257,803人（2021年推計）。州名はムボム川に由来する。

## 歴史
1946年10月16日にムボム地域として設置され、1961年1月23日に州へ改編された。

## 地理
ケンベ滝やコト川、ムボム川、シンコ川などが州内を流れる。

## 産業
ウラン鉱山がバコウマにある。

## 都市
州都バンガスーは隣国コンゴ民主共和国との国境付近にある。バンガスーの他にラファイなどがある。

## 交通
ラファイ近郊にはラファイ空港がある。ラファイ空港は国際空港の１つで、滑走路は赤土の未舗装。

## 言語
アザンデ族が多く居住しており、彼らはザンデ語を話す。ちなみにアザンデ族及びザンデ語はコンゴ民主共和国、南スーダン共和国にも分布しており、中央アフリカ共和国では東部に多い。

## 隣接州
- オート・コト州
- オー・ムボム州
- 低ウエレ州
- 北ウバンギ州
- バス・コト州

## 下位行政区画

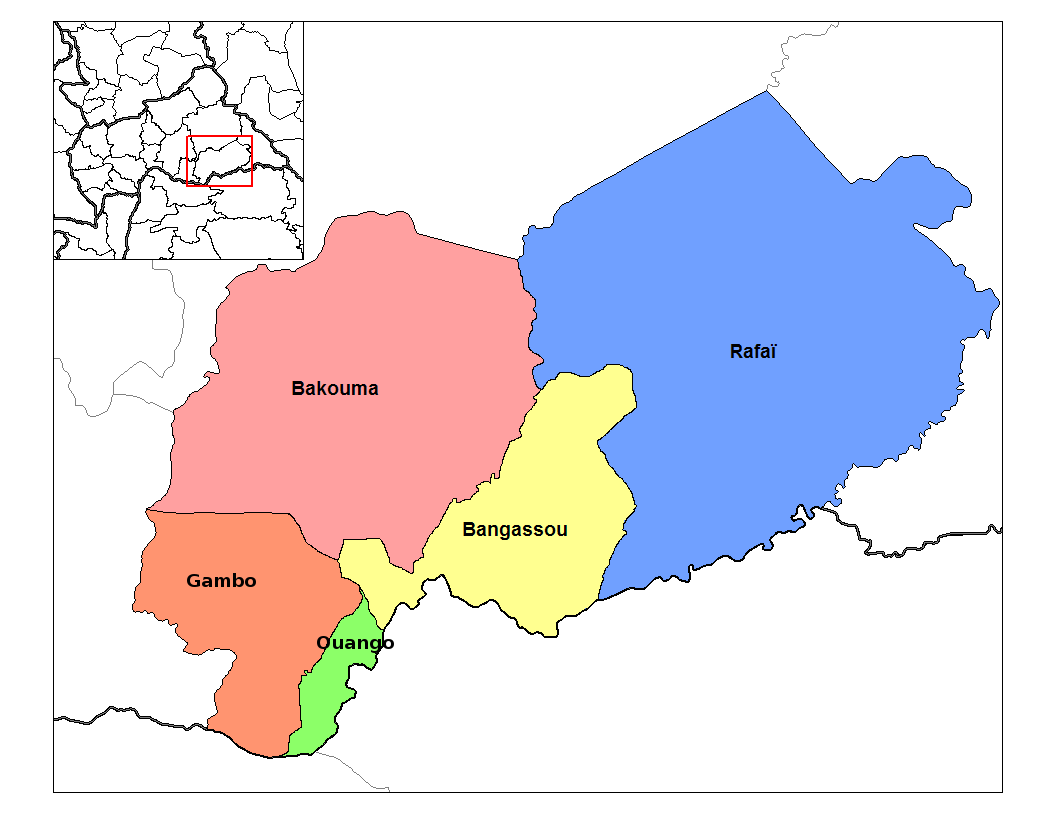
ムボム州の郡

5郡に分けられる。
- バコウマ（フランス語版）
- バンガスー
- ガンボ（フランス語版）
- ワンゴ（フランス語版）
- ラファイ